# Албанија на Летњим олимпијским играма 2004.
Албанији је ово било пето учешће на Летњим олимпијским играма. Албанска спортска репрезентација, је на Олимпијским играма 2004. у Атини била састављена од 7 учесника (5 мушкараца и 2 жене), који су се такмичили у четири индивидуална спорта. Најстарији учесник у екипи био је атлетичар Доријан Чолаку који је имао 27 година и 80 дана, а најмлађи је био дизач тегова Герт Траша са 16. година и 199 дана.
Заставу Албаније на свечаној церемонији отварања Олимпијских игара 2004. носила је атлетичарка Клодијана Шаља.
Најуспешнији такмичари су били дизачи тегова Герт и Теохарис Траша, који су сваки у својој дисциплини освојили тринаесто место.
Албански олимпијски тим је остао у групи екипа које нису освојиле ниједну медаљу.

## Учесници по дисциплинама
| Спорт         | Мушкарци | Жене | Укупно |
| ------------- | -------- | ---- | ------ |
| Атлетика      | 1        | 1    | 2      |
| Дизање тегова | 2        | 0    | 1      |
| Рвање         | 1        | 0    | 1      |
| Пливање       | 1        | 1    | 2      |
| Укупно(4)     | 5        | 2    | 7      |

## Резултати по спортовима

### Атлетика

#### Мушкарци
| Атлетичар Лични рекорд | Дисциплина | Група    | Група      | Финале           | Финале       | Детаљи |
| Атлетичар Лични рекорд | Дисциплина | Резултат | Место      | Резултат         | Место        | Детаљи |
| ---------------------- | ---------- | -------- | ---------- | ---------------- | ------------ | ------ |
| Доријан Чолаку 75,78   | 100 м      | 70,06    | 17 у гр. Б | Није се пласирао | 31 / 32 (35) |        |

#### Жене
| Атлетичарка Лични рекорд | Дисциплина    | Група    | Група     | Полуфинале        | Полуфинале        | Финале            | Финале       | Детаљи         |
| Атлетичарка Лични рекорд | Дисциплина    | Резултат | Место     | Резултат          | Место             | Резултат          | Место        | Детаљи         |
| ------------------------ | ------------- | -------- | --------- | ----------------- | ----------------- | ----------------- | ------------ | -------------- |
| Клодијана Шаља 56,48     | 400 м препоне | 60,00    | 6 и гр. 3 | Није се пласирала | Није се пласирала | Није се пласирала | 33 / 33 (34) | [ мртва веза ] |

### Дизање тегова
Мушкарци
| Дизач тегова   | Дисц.  | Тежина | Трзај | Трзај | Трзај | Избачај | Избачај | Избачај | Укупно | Пласман     | Детаљи                                |
| Дизач тегова   | Дисц.  | Тежина | 1     | 2     | 3     | 1       | 2       | 3       | Укупно | Пласман     | Детаљи                                |
| -------------- | ------ | ------ | ----- | ----- | ----- | ------- | ------- | ------- | ------ | ----------- | ------------------------------------- |
| Герт Траша     | -62 кг | 61,99  | 110   | 115   | 117.5 | 135     | 140     | 145     | 255    | 13 / 19 (20 | Архивирано на веб-сајту (9. јул 2018) |
| Теохарис Траша | -77 кг | 76,95  | 155   | 160   | 162.5 | 177,5   | 182.5   | 182,5   | 342,5  | 13 /21 (25) | Архивирано на веб-сајту (9. јул 2018) |

### Рвање
Мушкарци, слободни стил
| Рвач           | Дисциплина | Групни турнир                                                          | Место | Четвртфинале     | Полуфинале       | Финале           | Финале | Детаљи |
| Рвач           | Дисциплина | Резултат Место                                                         | Место | Резултат Место   | Резултат Место   | Резултат         | Место  | Детаљи |
| -------------- | ---------- | ---------------------------------------------------------------------- | ----- | ---------------- | ---------------- | ---------------- | ------ | ------ |
| Сахит Призрени | до 60 кг   | Група 5 · Aslasasvili Грчка · Пор. 2-5 · Mostafa-Jokar Иран · Пор. 0-8 | 3     | Није се пласирао | Није се пласирао | Није се пласирао | 17/19  |        |

### Пливање
Мушкарци
| Пливач       | Дисциплина    | Група | Група      | Полуфинале       | Полуфинале       | Финале           | Финале       | Детаљи |
| Пливач       | Дисциплина    | Време | Пласман    | Време            | Пласман          | Време            | Пласман      | Детаљи |
| ------------ | ------------- | ----- | ---------- | ---------------- | ---------------- | ---------------- | ------------ | ------ |
| Крешмир Ђата | 50 м слободно | 26,61 | 4. у гр. 3 | Није се пласирао | Није се пласирао | Није се пласирао | =66 /83 (86) |        |

Жене
| Пливач       | Дисциплина    | Група | Група      | Полуфинале        | Полуфинале        | Финале            | Финале     | Детаљи         |
| Пливач       | Дисциплина    | Време | Пласман    | Време             | Пласман           | Време             | Пласман    | Детаљи         |
| ------------ | ------------- | ----- | ---------- | ----------------- | ----------------- | ----------------- | ---------- | -------------- |
| Равена Марку | 50 м слободно | 30,51 | 6. у гр. 3 | Није се пласирала | Није се пласирала | Није се пласирала | 60/73 (75) | [ мртва веза ] |